# Harji
Harji är en ort i Indien.   Den ligger i distriktet Jalore och delstaten Rajasthan, i den nordvästra delen av landet, 600 km sydväst om huvudstaden New Delhi. Harji ligger 205 meter över havet och antalet invånare är 6 001.
Terrängen runt Harji är platt åt nordväst, men åt sydost är den kuperad. Runt Harji är det ganska tätbefolkat, med 139 invånare per kvadratkilometer. Närmaste större samhälle är Takhatgarh, 14,9 km öster om Harji. Trakten runt Harji består till största delen av jordbruksmark.